# Sybil Ludington
Sybil Ludington (ur. 5 kwietnia 1761 we Fredericksburgu, zm. 26 lutego 1839 w Unadilli) – amerykańska bohaterka wojny o niepodległość Stanów Zjednoczonych.
Urodziła się 5 kwietnia 1761 r. we Fredericksburgu (obecnie Ludingtonville w stanie Nowy Jork). Była jednym z dwanaściorga dzieci Henry’ego Ludingtona i jego żony Abigail. Jej ojciec przez wiele lat służył w brytyjskiej armii i dosłużył się w niej stopnia pułkownika, jednak po wybuchu wojny o niepodległość Stanów Zjednoczonych przeszedł na stronę rewolucjonistów i został oficerem nowojorskiej milicji, a później współpracownikiem gen. George’a Washingtona. Zgodnie z tradycyjnym przekazem, spisanym około 100 lat później, w dniu 26 kwietnia 1777 r. do domu Ludingtonów przybył posłaniec, donoszący o ataku sił gubernatora Williama Tryona na Danbury, położone 25 km dalej. W miejscowości tej znajdowały się składy amunicji i wyposażenia dla milicji z całego regionu. W odpowiedzi Ludington rozpoczął natychmiast organizowanie oddziału milicji.
Zgodnie z tradycją, Sybil Ludington zgłosiła się lub została poproszona przez ojca do przekazania rozkazów o zbiórce i zwołania okolicznej ludności do jego domu jeszcze przed świtem. W ciągu nocy szesnastolatka przejechała konno 65 km po nieznanych jej drogach w hrabstwie Dutchess (obecnie Putnam), od Mahopac po Stormville, roznosząc wieści o alarmie, mimo niesprzyjającej deszczowej pogody i ryzyka pojmania przez Brytyjczyków. Jej rajd był trzykrotnie dłuższy niż rajd Paula Revere’a. Za ten czyn otrzymała osobiste podziękowania od George’a Washingtona.
W 1784 r. poślubiła Edwarda Ogdena, prawnika i sierżanta w wojnie o niepodległość, i zamieszkała w Catskill. Z tego małżeństwa miała jednego syna, Henry’ego Ogdena. Po śmierci męża zakupiła tawernę i z zarobionych środków pomagała finansowo synowi w uzyskaniu wykształcenia prawniczego. 
26 lutego 1839 r. zmarła w Unadilli, rok po swoim synu i została pochowana koło ojca.
Jej brązowy pomnik na grzbiecie konia Star dłuta Anny Hyatt Huntington odsłonięto w 1975 r. w Carmel. Jej pamięci poświęcono jeden ze znaczków pocztowych wydanych z okazji dwustulecia Stanów Zjednoczonych, a wiersz jej wyczynowi poświęcił  w 1940 r. Berton Braley.